# Martin Kohler
Pour les articles homonymes, voir Kohler.
Martin Kohler (né le 17 juillet 1985 à Walenstadt dans le Canton de Saint-Gall) est un coureur cycliste suisse. Il a couru pour l'équipe BMC Racing de 2008 à 2014 puis dans la formation Drapac en 2015 et enfin en 2016 dans l'équipe Roth. Son palmarès comprend notamment deux titres de champion de Suisse sur route acquis en 2011 grâce à l'épreuve du contre-la-montre et en 2012 lors de la course en ligne. 

## Biographie
Martin Kohler se révèle au niveau international au cours de la saison 2007, en s'imposant sur la quatrième étape du Tour de l'Avenir. Il prend également la dixième place du championnat d'Europe sur route espoirs. À compter du mois d'août, il devient stagiaire au sein de la formation Hadimec.
Les dirigeants de l'équipe BMC Racing lui font signer un contrat professionnel en 2008. En 2010, il participe pour la première fois au Tour d'Italie mais doit abandonner dès la deuxième étape.
Il doit également abandonner sur le Tour d'Italie 2011. Cette année-là il devient champion de Suisse du contre-la-montre et termine troisième de l'épreuve en ligne de ces championnats. En fin de saison, il se classe 111e du Tour d'Espagne. L'année suivante, il endosse le maillot de champion de Suisse sur route.
En 2013, il monte sur la troisième marche du podium du championnat de Suisse sur route et termine 66e du Tour d'Espagne.
En 2014, il gagne le contre-la-montre par équipes de la 1re étape du Tour du Trentin. À la fin de l'année, son contrat n'est pas renouvelé par les dirigeants de la formation BMC Racing. Après sept ans au sein de cette équipe, Martin Kohler doit alors chercher un nouvel employeur.
Il signe un contrat avec l'équipe continentale professionnelle australienne Drapac pour la saison 2015.

## Palmarès et classements mondiaux

### Palmarès
- 2007
  - Grand Prix des Carreleurs
  - 4e étape du Tour de l'Avenir
  - 10e du championnat d'Europe sur route espoirs
- 2011
  -  Champion de Suisse du contre-la-montre
  - 3e du championnat de Suisse sur route
- 2012
  -  Champion de Suisse sur route
- 2013
  - 3e du championnat de Suisse sur route
- 2014
  - 1re étape du Tour du Trentin (contre-la-montre par équipes)

### Résultats sur les grands tours

#### Tour d'Italie
2 participations
- 2010 : abandon (2e étape)
- 2011 : abandon (13e étape)

#### Tour d'Espagne
2 participations
- 2011 : 111e
- 2013 : 66e

### Classements mondiaux
| Année           | 2007 | 2008 | 2009 | 2010 | 2011 | 2012 | 2013 | 2014 |
| --------------- | ---- | ---- | ---- | ---- | ---- | ---- | ---- | ---- |
| UCI World Tour  |      |      |      |      |      | nc   | 183e | nc   |
| UCI Europe Tour | 782e |      |      |      |      |      |      |      |
| UCI Africa Tour |      |      |      |      | 157e |      | 165e |      |